# Gardenia tinneae
Gardenia tinneae är en måreväxtart som beskrevs av Karl Theodor Kotschy och Heuglin. Gardenia tinneae ingår i släktet Gardenia och familjen måreväxter. Inga underarter finns listade i Catalogue of Life.